# Gerhard Grothusen
Gerhard Grothusen (* 13. Oktober 1843 in Kopenhagen; † 14. Januar 1878 in Zell (Mosel)) war ein deutscher Verwaltungsjurist.

## Leben
Gerhard Grothusen besuchte die Gelehrtenschule in Plön und legte dort 1863 die Reifeprüfung ab. Anschließend studierte er Rechtswissenschaft an der Christian-Albrechts-Universität zu Kiel und der Ruprecht-Karls-Universität Heidelberg. 1864 wurde er Mitglied des Corps Guestphalia Heidelberg. Nach dem juristischen Staatsexamen 1867 hatte er zunächst Anstellungen in Flensburg, Sonderburg und Augustenburg, bevor er die kommissarische Verwaltung der Vogtei Toftlund und Rödding übernahm. 1875 wurde er Landrat des Landkreises Zell. Das Amt hatte er bis zu seinem Tod 1878 inne.